# Marc Tur
Marc Tur (ur. 30 listopada 1994 w Santa Eulària des Riu) – hiszpański lekkoatleta, chodziarz.
Urodził się 30 listopada 1994 roku w Santa Eulària des Riu na Ibizie. Z wykształcenia jest lekarzem. Trenuje w klubie Pena Santa Eulalia. Jego trenerem jako członka reprezentacji olimpijskiej był Jose Antonio Quintana (2020). W 2020 roku Tur reprezentował Hiszpanię na Letnich Igrzyskach Olimpijskich rozgrywanych w Tokio i Sapporo. W chodzie na 50 km mężczyzn zajął 4. miejsce z wynikiem 3:51:08.